# RBC Centre
Das RBC Centre ist ein 208 Meter hohes Bürogebäude in Toronto, Ontario, Kanada. Das Gebäude wurde 2009 fertiggestellt und gehört dem kanadischen Immobilienmanagement-Unternehmen Cadillac Fairview. Das Gebäude befindet sich an der 155 Wellington Street West und verfügt über 43 Etagen. Die größten Mieter der Büroflächen sind die Royal Bank of Canada und RBC Dexia.

## LEED
Das Gebäude wurde in Energiesparbauweise nach den Richtlinien des Leadership in Energy and Environmental Design (LEED) gebaut. Das Gebäude erhielt nach Fertigstellung den Gold-Status, d. h. die zweithöchste Auszeichnung. Sie besagt, dass das Gebäude 50 % Energie im Vergleich zu normalen Gebäuden einspart.